# Liste des premiers professeurs de l'université libre de Bruxelles avant 1884
En 1884, après cinquante ans d'existence, l'université libre de Bruxelles publia un premier bilan de ses activités et la biographie des professeurs qui, en un demi-siècle, ont fondé son enseignement.

## Professeurs
- Henri Ahrens
- Albéric Allard
- Jean-Jacques Altmeyer
- L.-C.E. Alvin
- Lucien Anspach
- Égide-Rodolphe-Nicolas Arntz
- Désiré Bancel
- Jules Bara
- Auguste Baron
- Louis Bastiné
- Henri Bergé
- P. Bergeron
- François-Lambert Berghems
- Charles Beving
- J. Blancquaert
- J. Blondeau
- Joseph-Édouard Bommer
- J.Bougard
- Lambert Bouvier
- Alexandre Buisset
- Alphonse Capart
- Pascal-Vincent Carletti[2]
- Eugène Carpentier
- Caroly
- Jean-Baptiste Charbo
- Louis Chitti
- Jean-Baptiste Coppez
- Alexandre Coppyn
- Modeste Cornil
- Jean Crocq
- Charles de Brouckère
- Henri de Brouckère
- Antoine De Cuyper
- Eugène Defacqz
- Alfred Defuisseaux
- Pierre-Joseph de Gamond
- Auguste-Donat De Hemptinne
- Charles Delstanche
- Prosper Delvaux
- Hector Denis
- Sébastien Denis
- Jean-Baptiste Depaire
- Jean-Baptiste Derache
- Louis de Roubais
- Eugène de Saint-Moulin
- Édouard-Henri De Smet
- Joseph De Smeth
- Pierre-Napoléon de Villers
- P. De Wilde
- Gustave Duchaine
- Jules d'Udekem
- Charles Duvivier
- Léo Errera
- François Fétis
- Pedro-Americo de Figueiredo e Mello
- P. François
- Jean-Baptiste Francqui
- Émile Frensdorff
- R. Gandillot
- Pierre-François George
- Léon Gérard
- Alfred Giron
- Gottlieb Gluge
- L. Goemans
- Joseph-Fortuné Guiette
- Charles-Étienne Guillery
- Hippolyte Guillery
- Eugène Goblet d'Alviella
- Charles Graux
- Pierre-Joseph Graux
- Joseph-Désiré Hannon
- Émile Hannot
- Charles-Théodore Hauben
- Édouard Hauchamps
- Paul Héger
- Ernest Hendrickx,
- J. Henriette
- Achille Herlant
- Jean-Charles Houzeau de Lehaie
- Alphonse Huberti
- Léon Hyernaux
- Paul Ithier
- Charles Jacmart
- Jean-Charles Jacobs
- Victor Jacques
- Édouard James
- Arthur Joly
- Théodore Joly
- Théodore Jonet
- Jean Kickx
- Jules Kindt
- Corneille-Jean Koene
- Édouard Kufferath
- Célestin Laisné
- Henri Lambotte
- Philippe-Henri-Joseph Langlet, Faculté de médecine.
- Henri Lavallée
- Henri Lebeau
- Jules Lejeune
- Joachim Lelewel
- Auguste Lelong
- Joseph-Émile Lequime
- Jean Lhoir
- Eugène Mahaux
- Auguste Marchant
- Léon Marcq
- Charles-Gustave Maynz
- François-Joseph Meisser
- Zacharie-Zéphirin Merchie
- Antoine Meyer
- Félix Minguet
- Jean-Philippe Molitor
- Charles-Narcisse Morel
- Émile Mouris
- Michel Mourlon
- Parfait-Joseph Namur
- Floris Nollet
- Xavier Olin
- Auguste Orts
- Charles-Narcisse Oulif
- Jules Parigot
- Charles-Isidore Pasquier
- Hermann Pergameni
- Martin Philippson
- David Picard
- Edmond Picard
- Arsène Pigeolet
- George Pilar
- Isidore Plaisant
- Adolphe Prins
- Louis-Vincent Raoul
- George Renson
- Albert Reychler
- Alphonse Rivier
- Guillaume Rommelaere
- Hippolyte Rossignol
- Edmond Rouffart
- Ernest Rousseau
- Adolphe Roussel
- Joseph-Guillaume Sacré
- Léopold Sancke
- Auguste Scheler
- Frédéric Schliephake
- Nicolas Schmit
- Louis Seutin
- Pierre-Joseph Simonart
- Sylvain-Émile Spehl
- Pierre Splingard
- A. Stevart
- L. Stiénon
- Tallois
- Jules Tarlier
- Paléologue Théologue
- Jean-Baptiste Thibou
- Jules-Adrien Thiriar
- Jean-Thiry
- Paul-Louis Thomas
- Guillaume Tiberghien
- Jean-François Tielemans
- Sébastien Tirifahy
- Tordeus
- E. Uricoechea
- André Uytterhoeven
- Uytterhoeven, père
- Victor-Jean Uytterhoeven
- Eugène Van Bemmel
- Van Cutsem
- Bernard Van den Corput
- Henri-Joseph Van den Corput
- Léon Vanderkindere
- Eugène Van der Rest
- Sylvain Van de Weyer
- Alphonse Van Engelen
- Pierre-Josse Van Esschen
- Jean Van Ginderachter
- Charles Van Hoeter
- Émile Van Hoorebeke
- Jean-Baptiste Van Huevel
- Pierre Van Meenen
- Charles Van Mons
- Édouard Van Risseghem
- Jacques Van Thielen
- Tobie Van Volxem
- Alfred Vauthier
- Théodore Verhaegen
- Pierre François Verhulst
- Maximilien Veydt
- Victor Vleminckx
- Johann-Christoph Vollgraff
- J. Von Gross
- J-M. Wehenkel
- Alphonse Willems
- Alexandre Wilmart
- Jules Wilmart
- Lucien Wilmart
- Henri Wittmeur
- E. Yseux
- Alfred Zimmer

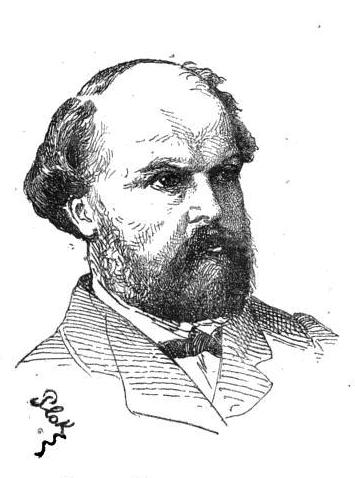
Désiré Bancel, (1822-1871) professeur de littérature.
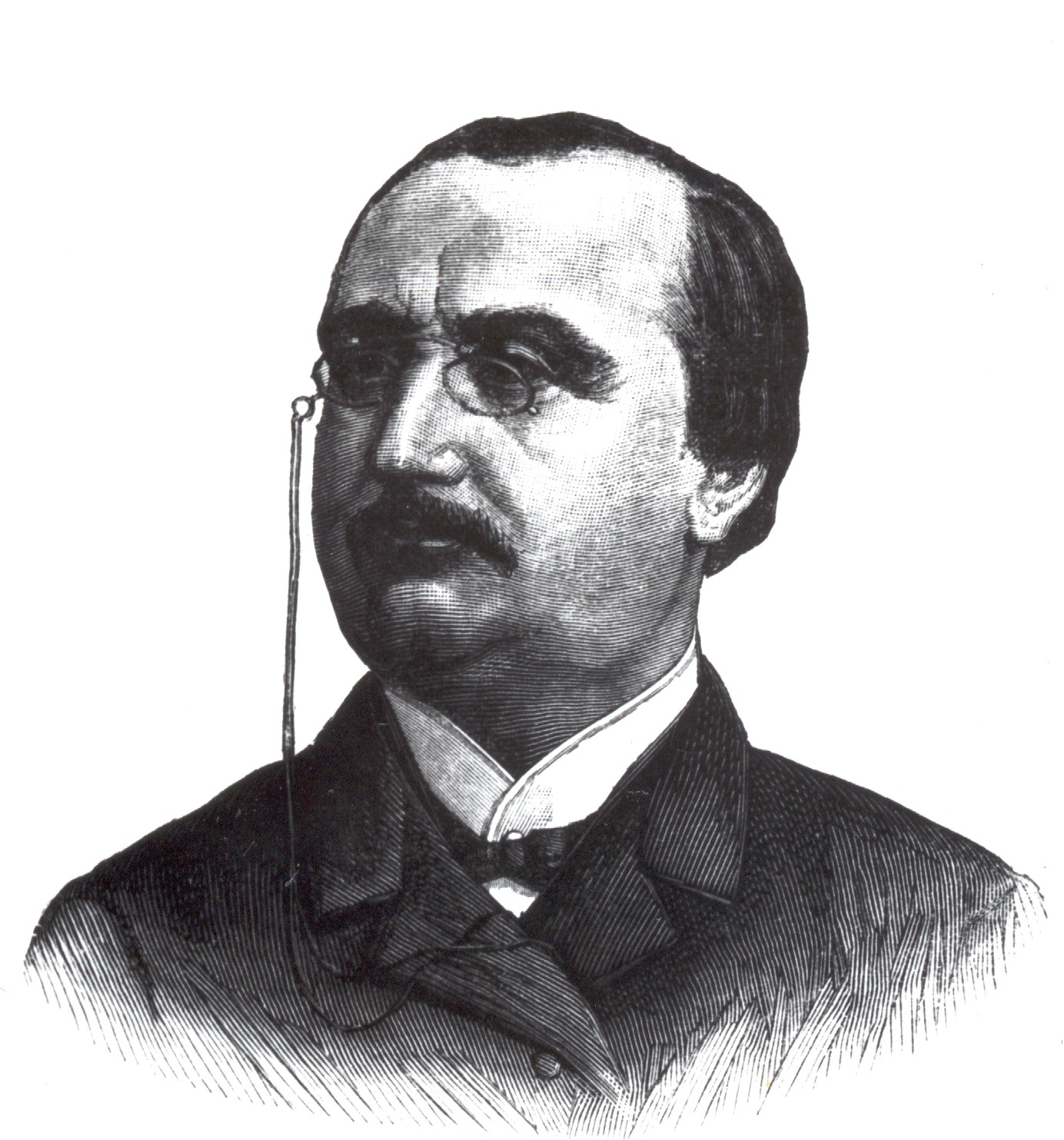
Jules Bara, (1835-1900) professeur de droit.
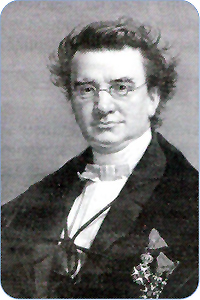
Auguste Baron, (1794-1862) professeur de lettres classiques.
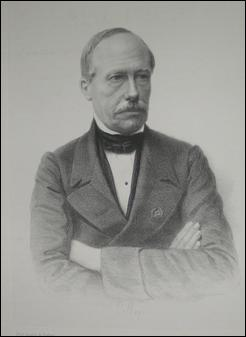
Charles de Brouckère, (1796-1860) professeur d'économie.
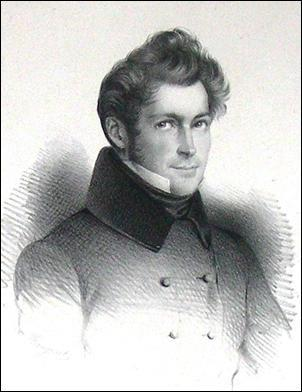
Henri de Brouckère, (1801-1891) professeur de droit.
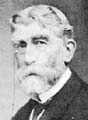
Eugène Goblet d'Alviella, (1846-1925) professeur d'histoire des religions.
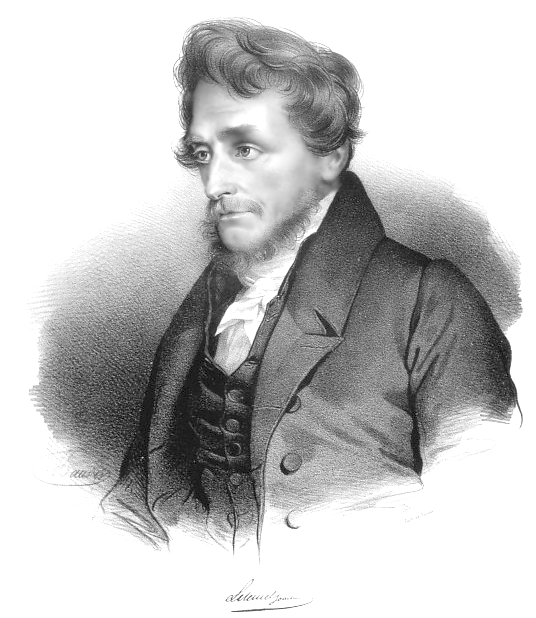
Joachim Lelewel, (1786-1861) professeur d'histoire.
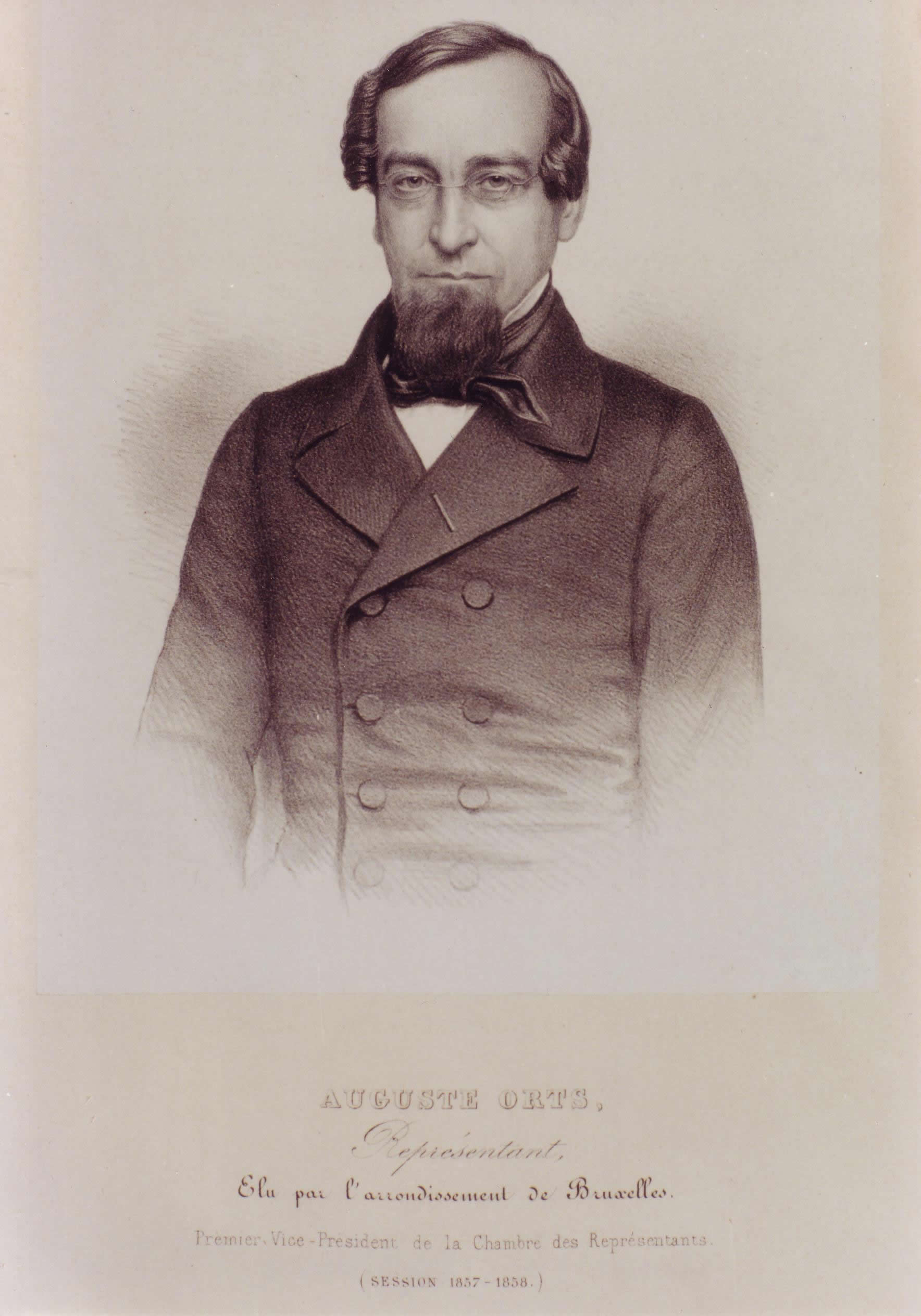
Auguste Orts, (1814-1880) professeur de droit.
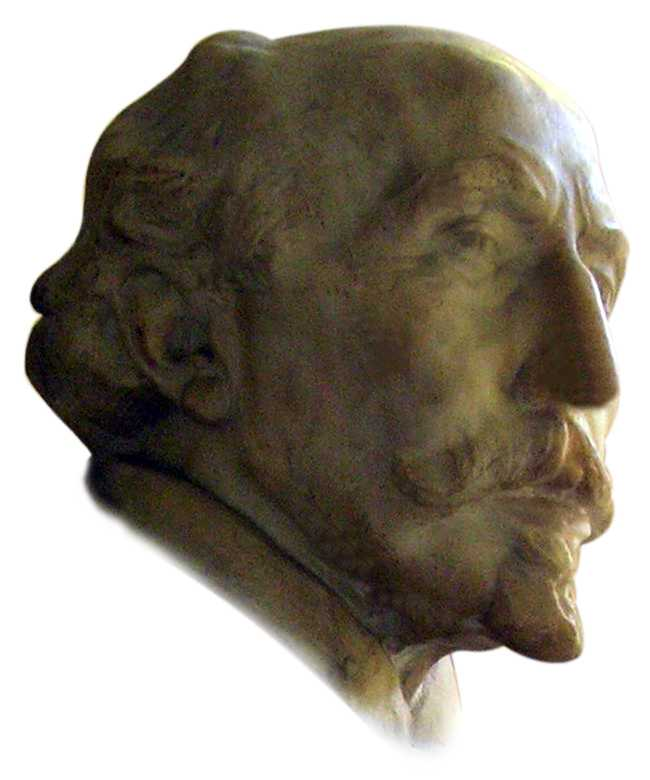
Edmond Picard, (1836-1924) professeur de droit.
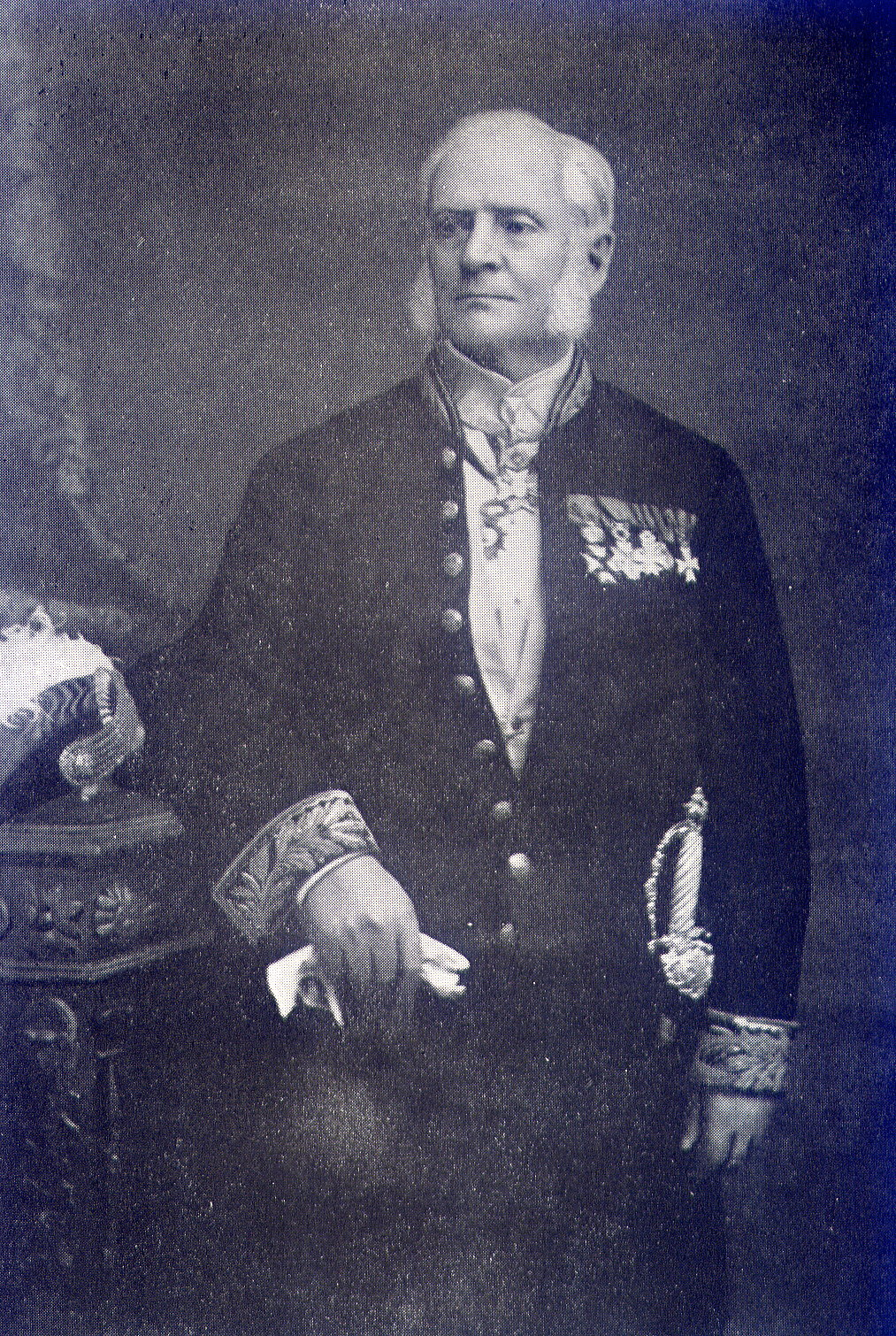
Arsène Pigeolet, (1814-1902) médecin.
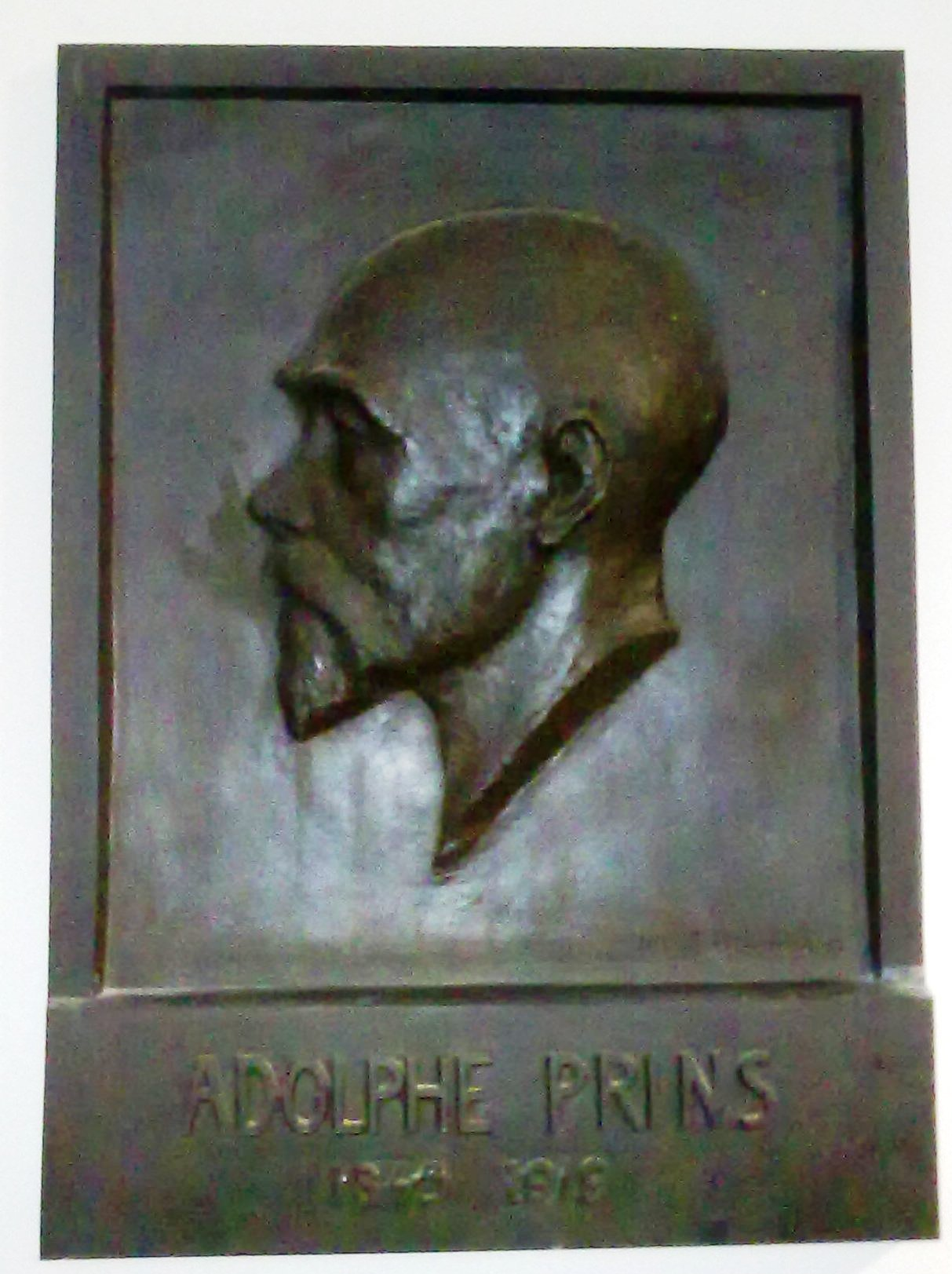
Adolphe Prins, (1845-1919) juriste.
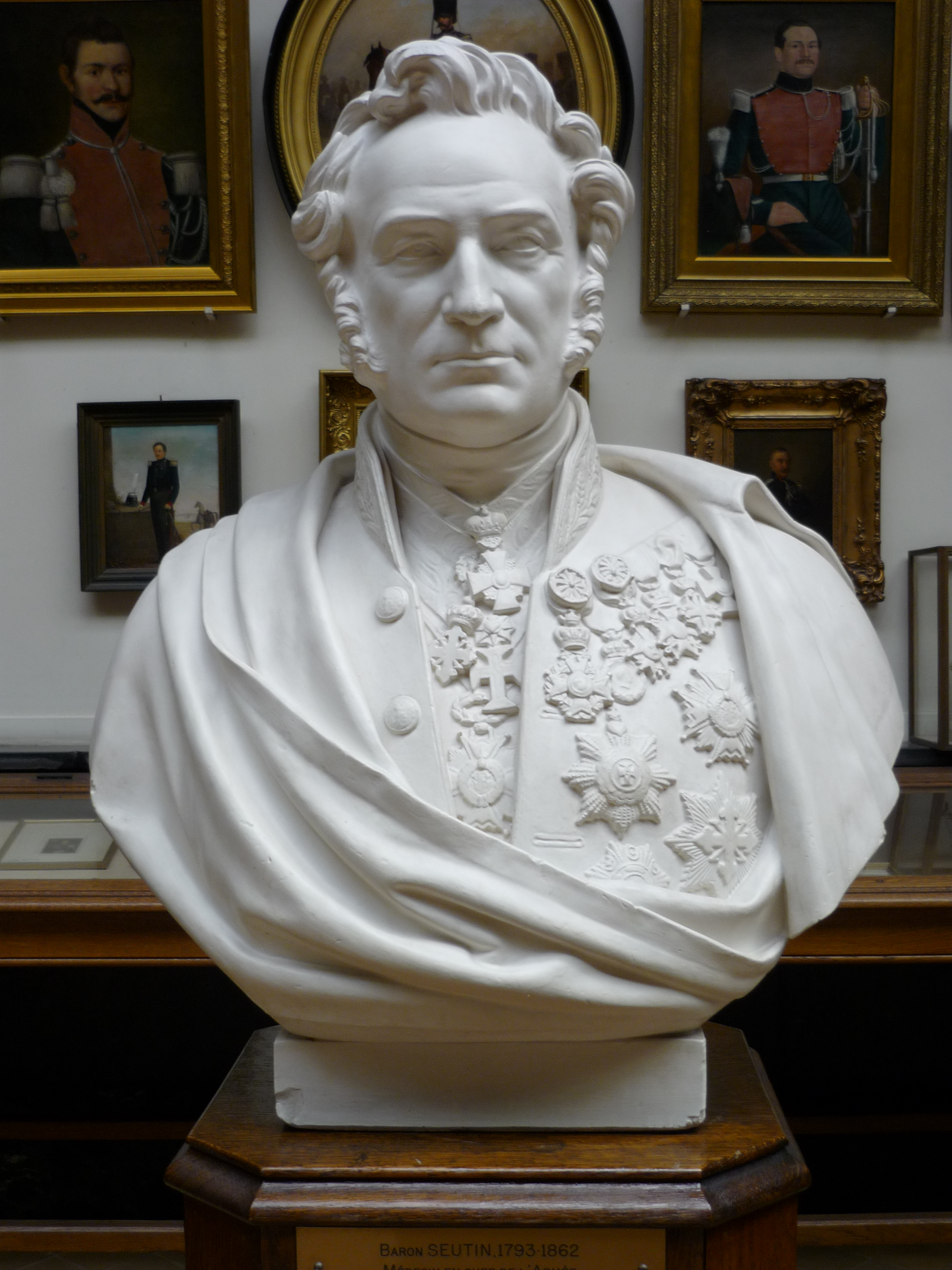
Louis Seutin, (1793-1862) médecin.
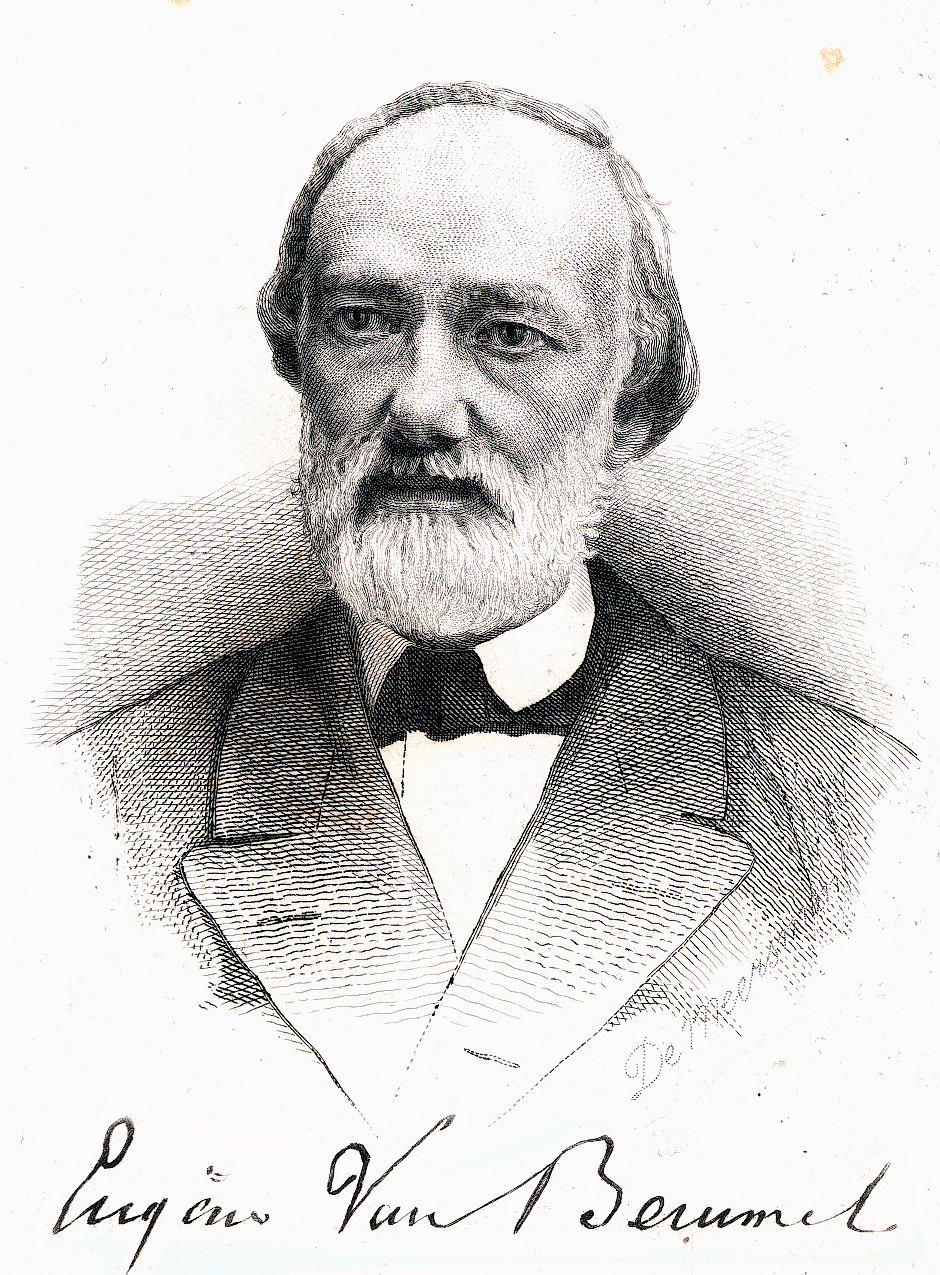
Eugène Van Bemmel, (1824-1880) historien.
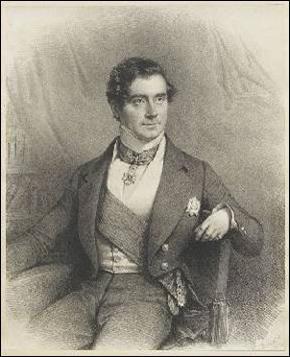
Sylvain Van de Weyer, (1802-1874) historien de la philosophie.